# Више од раја (1. сезона)
Прва сезона британске полицијске крими-драмедије Више од раја емитована је од 24. фебруара до 7. априла 2023. године на каналу BBC One.

## Опис
У главну поставу су ушли Крис Маршал, Сали Бретон, Зара Амади, Дилан Луелин, Фелисити Монтагју и Барбара Флин.

## Улоге

### Главне
- Крис Маршал као ДИ Хамфри Гудмен
- Сали Бретон као Марта Лојд
- Зара Амади као ДН Естер Вилијамс
- Дилан Луелин као ПП Келби Хартфорд
- Фелисити Монтагју као Марго Мартинс
- Барбара Флин као Ен Лојд

### Епизодне
- Џејми Бамбер као Арчи Хјуз (епизоде 2−6)

## Епизоде
| Бр. еп. (укупно) | Бр. еп. (у сезони) | Наслов        | Редитељ      | Сценариста        | Премијера         | Гледаност у Британији (милиони) |
| --- | ------------------ | ------------- | ------------ | ----------------- | ----------------- | ------------------------------- |
| 1 | 1                  | "Епизода 1.1" | Сенди Џонсон | Тони Џордан       | 24. фебруар 2023. | 7,57                            |
| Хамфри буквално долази на своје ново радно место као ДИ полицијске станице Шиптон Абот. Његови први случајеви су жена уверена да ју је гурнула вештица из седамнаестог века из месне легенде која краде децу, ситни лопов који је заљубљен и крађа неколико црвених кола. Хамфри и његова вереница Марта, која је трудна због вантелесне оплодње, бораве са њеном мајком док Марта тражи просторије за отварање кафића. Хамфри решава злочине, али њега и Марту погађа лична трагедија: она губи бебу. |                    |               |              |                   |                   |                                 |
| 2 | 2                  | "Епизода 1.2" | Рут Карни    | Џејмс Хол         | 3. март 2023.     | 7,15                            |
| Хамфри и Естер су позвани у откључану кућу у којој је породица, Метју и Лора Колберт и њихово двоје деце, нестала, остављајући недовршени вечерњи оброк, телевизију и упаљена светла, а кола још увек на прилазу. ПП Келби истражује напад и бекство са својим јединим трагом: комадима пластике из поломљеног фара које поново саставља, откривајући да припада Кији коју тражи. Након своје личне трагедије, Марта се спрема да отвори свој кафић, али банка одбија њен кредит, а Хамфри је купио чамац без консултација са њом, што натеже њихов однос и финансије. Хамфри се враћа у испражњену кућу где га нестали кључ и мобилни телефон који су припадали жртви ударене доводе до решавања злочина: протерана из куће са децом од стране Лоре због лажног хитног случаја у који је укључена Метова мајка, Мет одбија да се врати када Естер открије аферу. Затим, случајно прегазивши човека са којим је његова жена била у вези, паркира се на ивици литице и прети да ће их све отерати са ње. У међувремену, Марту је финансијски спасао власник месног винограда Арчи Хјуз са којим је раније била верена и који постаје млађи партнер у њеном кафићу. Хамфри у потпуности пропушта отварање кафића да би спасао животе Колбертових: Мет је спреман да се сурва колима са литице и побије своју породицу, али само кола падају преко ивице. |                    |               |              |                   |                   |                                 |
| 3 | 3                  | "Епизода 1.3" | Мет Картер   | Ејми Гилер        | 10. март 2023.    | 7,04                            |
| Слика названа "Соло Мер" чува се преко ноћи у Шиптонском двору пре него што је прода Луиз Фицалан власник Теренс Витам на откривању следећег јутра. Хамфри је задужио ПП Келбија да остане у соби преко ноћи. Када је слика откривена, није је било у раму. ПП Келби може само да понуди објашњење кратког нестанка струје, човека са наранџастим качкетом који бежи из куће и свог изласка из собе на само неколико минута. Хамфри и Естер истражују порекло слике што би могло да доведе до мотива за крађу. Хамфри је позван у полицијско средиште на југозападу да се састане са главном надзорницом и попије пиво са Мартиним претходним вереником Арчијем. |                    |               |              |                   |                   |                                 |
| 4 | 4                  | "Епизода 1.4" | Сенди Џонсон | Ијан Кершо        | 24. март 2023.    | 6,53                            |
| Човек је пронађен мртав од сумње на срчани удар усред новонаправљеног круга у житу на Норт фарми без докумената и последње странице романа Чарлса Дикинса "Оркански висови" скривене у његовој чарапи. Истрага је пронашла његова кола 16 километара даље на месту илегалног рејва са мапом северне фарме. Фарма је центар многих виђења ванземаљских бродова које власници, брат и сестра Ендру и Кејси Паркер, користе да допуне приход фарме. Даља истрага открива да је њихов отуђени отац недавно умро у затвору на издржавању казне због крађе златних полуга које никада нису пронађене. Марта је забринута због критичара хране који долази да прегледа кафић. Она такође поверава Хамфрију да не жели да настави са ИВФ третманом, а Арчи покушава да оживи њихову романсу пољупцем. |                    |               |              |                   |                   |                                 |
| 5 | 5                  | "Епизода 1.5" | Мет Картер   | Клои Ми Лин Еварт | 31. март 2023.    | 6,39                            |
| Три пожара у размаку од дванаест сати, од којих је последњи био у Арчиеовој винарији, све обојено речју „СВИЊО“, навело је Хамфрија да посумња да пироман користи дечију причу „Три прасета“ као мотив јер Естер и он не могу да пронађу никакву везу између жртава. Сребрно дугме пронађено при првом пожару је једини траг. Келби проналази снимке са камере у шупи за чамце где су украдени бензин и фарба, а Естер, као мајка, зна осумњиченог и шта би мајка урадила да заштити ћерку. Током неспоразума Арчи говори Хамфрију да је покушао да пољуби Марту, а искрени разговори између Арчија и Марте, Хамфрија и Естер и на крају Хамфрија и Марте доводе до тога да је она раскинула веридбу са њим. |                    |               |              |                   |                   |                                 |
| 7 | 7                  | "Епизода 1.7" | Мет Картер   | Тони Џордан       | 7. април 2023.    | 6,01                            |
| Кућа Луси Елиот је опљачкана, а отисци прстију и отисак чизме пронађени на месту догађаја воде до њене бивше девојке Хејли Колинс која је у време пљачке била у ћелији полицијске станице. Модус операнди крађе је био познати месни лопов Аттикус Стајлес који је живео у кругу од стотину метара од провале, али је имао алиби. Елиотина адвокатица Кејт Нолан, њена садашња девојка, радила је за фирму која је заступала Стајлса раније. Естер се бори са случајем док Хамфри, ометен својим личним проблемима, не успева да му посвети пуну пажњу. У немогућности да реши своје личне проблеме, Хамфри напушта Шиптон Абот и одлази на одмор на Сент Мери и поново се среће са старим пријатељима начелником Патерсоном и Кетрин и упознаје тренутну полицијску екипу који предводи инспектор Невил Паркер. Догађа се и неочекивани други сусрет на Сент Мерију. |                    |               |              |                   |                   |                                 |